# Menlove Ave.
Menlove Ave. — сборник альбом Джона Леннона, вышедший в 1986 году после смерти певца при содействии его вдовы Йоко Оно. Обложка альбома была нарисована Энди Уорхолом.

## Об альбоме
Диск назван в честь дома по адресу 251 Menlove Avenue на юге Ливерпуля, в котором родился и вырос Джон Леннон.

## Список композиций
1. Here We Go Again (John Lennon, Phil Spector)
2. Rock 'n' Roll People (Lennon)
3. Angel Baby (Rosie Hamlin)
4. Since My Baby Left Me (Arthur Crudup)
5. To Know Her Is To Love Her (Spector)
6. Steel And Glass (Lennon)
7. Scared (Lennon)
8. Old Dirt Road (Harry Nilsson, Lennon)
9. Nobody Loves You (When You’re Down And Out) (Lennon)
10. Bless You (Lennon)